# Aldo Rossi (Musiker)
Aldo Rossi (* 1911 in Mailand; † 1979) war ein italienischer Jazzmusiker (Altsaxophon, Klarinette).
Rossi trat Mitte der 1930er Jahre mit dem Orchester von Gorni Kramer auf, mit dem es auch zu ersten Aufnahmen kam. Außerdem spielte er in Bands unter der Leitung von Enzo Ceragioli und Cosimo Di Ceglie. Mitte der 1940er Jahre gründete er ein großes Jazzensemble, das Orchestra del Momento, in dem er sich mit Gorni die Bandleitung teilte. Giorgio Gaslini, Eraldo Volonté und Roberto Nicolosi spielten unter Rossi in diesem Orchester, das ab 1947 mehrfach für Fonit Records aufnahm. Rossi ist an 30 Aufnahmen des Jazz zwischen 1936 und 1949 beteiligt.